# René-Édouard Claparède

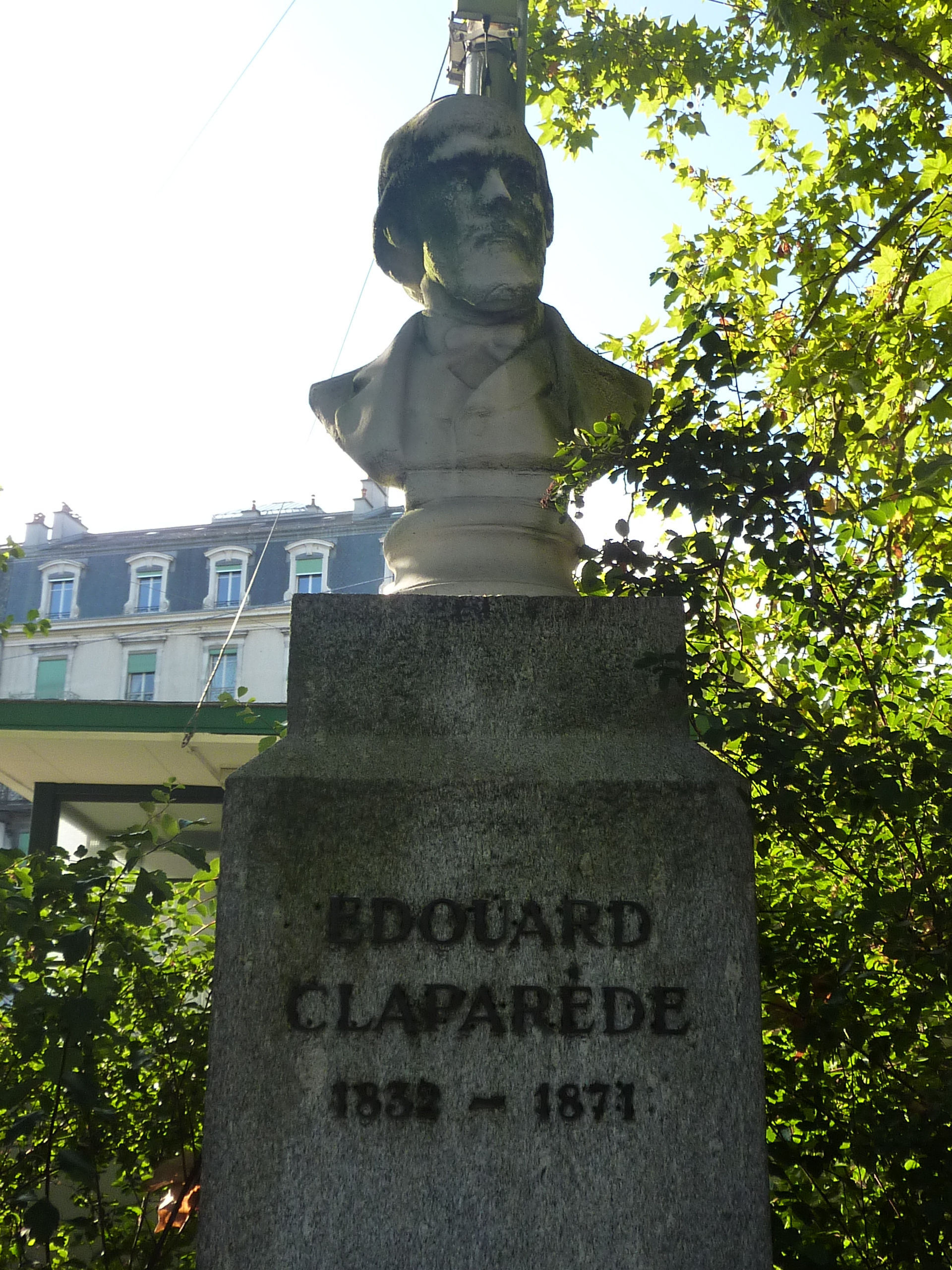
Busto de Claparède en Ginebra.

René-Édouard Claparède (Chancy, 24 de abril de 1832-Siena, 31 de mayo de 1871), fue un zoólogo y médico suizo, que desarrolló una carrera académica en Ginebra. Allí fue desde 1862 profesor de Anatomía comparada, y desarrolló amplios méritos con trabajos en diversas áreas de las ciencias naturales. La plaza Claparède de Ginebra debe su nombre a su sobrino homónimo, Édouard Claparède (1873-1940).

## Biografía
De familia hugonote, procedente del Languedoc y emigrada a Ginebra en 1724 por a las persecuciones, era hijo del pastor Jean-Louis Claparède y de su esposa Amélie Susanne Perdriau, hermano del historiador del protestantismo Théodore Claparède (1828-1888) y tío del psicoanalista y pedagogo Édouard Claparède. Hizo sus estudios en la Universidad de Ginebra, y luego en Berlín donde fue discípulo de zoología de Müller. Obtuvo el título de doctor en medicina en 1857.
Claparède alcanzó precozmente —siendo aún estudiante con Müller, en cuya revista publicaba— prestigió como zoólogo. Sucedió a François Jules Pictet en la Academia de Ginebra, primero como titular de la cátedra de zoología y, a partir de 1862, de la de anatomía comparada. Había sido, en 1861, uno de los primeros en resaltar en la Revue Internationale Germanique, la importancia de las teorías de Darwin y Wallace. Ese mismo año recibió el gran premio de física de la Academia de Ciencias de París.
Su salud fue siempre frágil, y la muerte le sorprendió antes de cumplir los 40 años, en un viaje de retorno desde Nápoles a Ginebra.

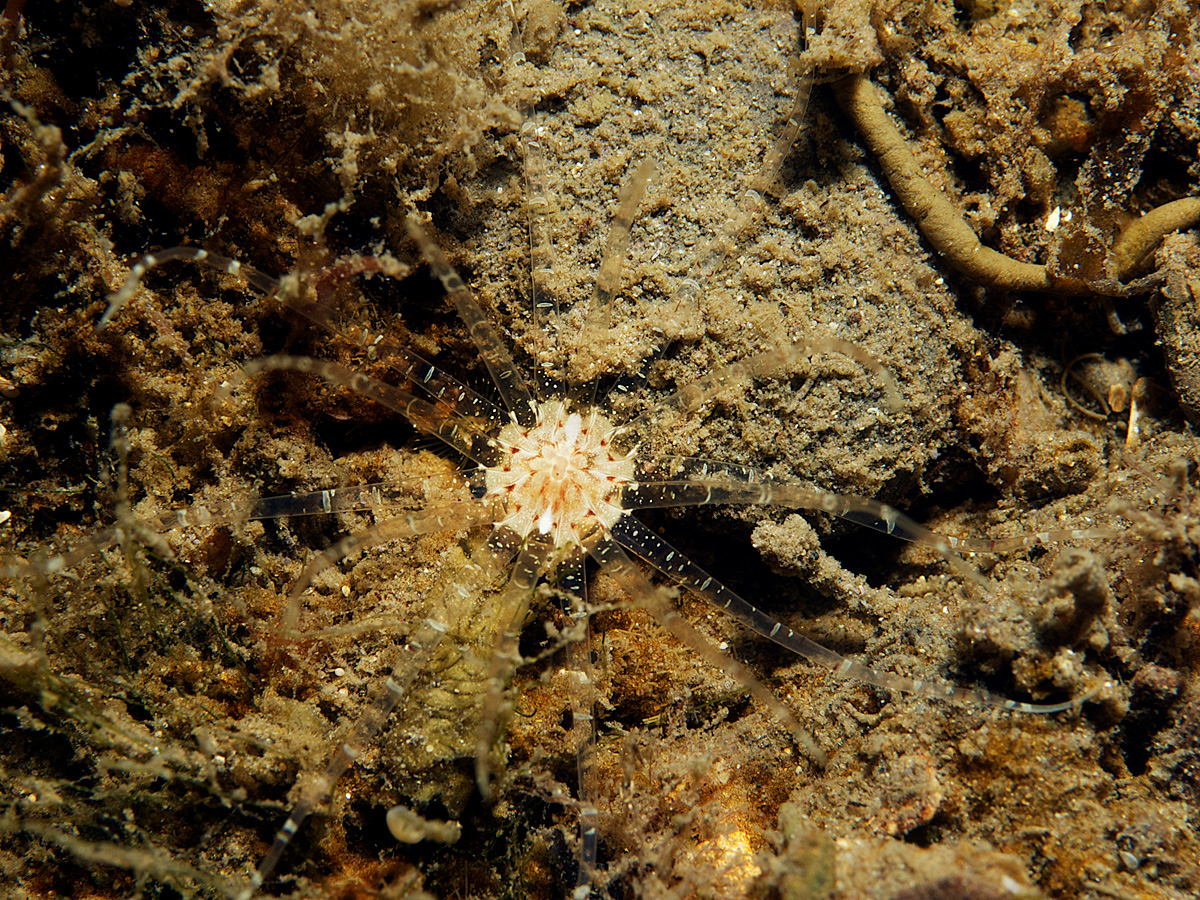
Edwardsia claparedii, una bella anémona de mar bautizada en honor a Claparède por Paolo Panceri (1833-1877).

## Obra
Entre los trabajos de René-Édouard Claparède se puede destacar su exploración de la estructura de las infusorios, de la anatomía de los anélidos, de la histología de las lombrices de tierra, de la organización de las mollusques, de la embriología de las artrópodos, y a partir de 1860 sobre todo de la evolución de este grupo, especialmente la de las arañas.
Las especies cuyo nombre incluye el epíteto claparedii le están dedicadas, por ejemplo la anémona de mar Edwardsia claparedii.
Entre sus publicaciones más notables destacan:
- Anatomie und Entwicklungsgeschichte der Neritina fluviatilis, 1857 —Anatomía y desarrollo de Neritina fluviatilis.
- Études sur les infusoires et les rhizopodes, 1858 (con Johannes Lachmann) — Estudios sobre infusorios y rizópodos.
- De la formation et de la fécondation des œufs chez les vers nématodes, 1859  — La formación y fecundación de los huevos en los nemátodos.
- Recherches sur l'evolution des araignées, 1862  — Investigaciones sobre la evolución de las arañas.
- Recherches anatomiques sur les oligochètes, 1862 — Investigaciones anatómicas sobre los oligoquetos.
- Beobachtungen über Anatomie und Entwicklungsgeschichte wirbelloser Thiere an der Küste von Normandie, 1863 — Observaciones sobre la anatomía y la evolución de los invertebrados de las costas de Normandía.
- Les annelides chétopodes du Golfe de Naples, 1868 — Sobre los anélidos quetópodos de la Bahía de Nápoles.
- Recherches sur la structure des annélides sédentaires, 1873 – investigaciones sobre la estructura de los anélidos sedentarios.[3]